# Inkonformitet
Inkonformitet benyttes i geologien som betegnelse for en fysisk kontakt mellem 2 lag i en lagserie, der ikke er aflejret under et sammenhængende sedimentationsforløb.
En inkonformitet hvor lagserierne er parallelle kaldes en diskonformitet. Disse skyldes perioder med enten erosion eller manglende sedimentation.
Er der en tydelig vinkel mellem den nedre lagserie og den øvre kaldes inkonformiteten for en vinkeldiskordans. Disse opstår typisk, når der sker en tektonisk påvirkning af en lagserie, hvorefter denne serie eroderes inden der på ny aflejres nye sedimenter.
Den første beskrevne inkonformitet findes ved Siccar Point i Skotland, hvor der ses en tydelig vinkeldiskordans mellem øvre lag af sandsten og konglomerat og nedre lag af sandsten og skiffer. De øverste lag hælder med en vinkel på ca. 20°, mens de nedre lag er næsten vertikale. Stedet blev opdaget og beskrevet af James Hutton i 1788, og har derfor fået navnet Huttons inkonformitet.